# Hapalomys eurycidens
Hapalomys eurycidens is een fossiel knaagdier uit het geslacht Hapalomys dat gevonden is in de Longgupo-grot in Zuid-China. De soortaanduiding eurycidens is afgeleid van het Griekse woord ευρυς 'breed' en het Latijnse dens 'tand'. Deze soort is bekend van een fragment van de onderkaak met twee kiezen erop en van twaalf losse kiezen. Deze soort is ongeveer even groot als de levende H. longicaudatus, maar verschilt daarvan onder andere doordat een aantal knobbels op de kiezen ontbreekt bij H. eurycidens. Ook vergeleken met H. delacouri ontbreekt er een aantal knobbels, maar de knobbel t7 op de derde bovenkies, die bij H. delacouri ontbreekt, komt juist wel voor bij H. eurycidens. H. eurycidens verschilt van beide andere soorten doordat de knobbels t3, t6 en t9 op de eerste bovenkies iets naar voren zijn geplaatst. Waarschijnlijk is H. eurycidens primitiever dan de twee levende soorten. De eerste bovenkies is 3.70 bij 2.40 millimeter, de tweede 2.20 tot 2.42 bij 2.01 tot 2.10 millimeter en de derde 1.98 tot 1.63 millimeter. De eerste onderkies is 3.16 tot 3.30 bij 2.01 tot 2.11 millimeter, de tweede 2.06 tot 2.14 bij 1.90 tot 2.03 millimeter en de derde 1.83 bij 1.67 millimeter.
Hapalomys angustidens† · Hapalomys delacouri · Hapalomys eurycidens† · Hapalomys gracilis† · Hapalomys khaorupchangi† · Hapalomys longicaudatus · Hapalomys suntsovi